# Мошолу-Паркуэй (линия Джером-авеню, Ай-ар-ти)
|   |   |   |   |   |
| · | · | · | · | · |

|   |   |   |   |   |
| · | · | · | · | · |

«Мошолу-Паркуэй» (англ. Mosholu Parkway) — станция Нью-Йоркского метрополитена, расположенная на линии Джером-авеню, Ай-ар-ти.  На станции останавливается маршрут 4 (круглосуточно). Она представлена двумя боковыми платформами, обслуживающими два локальных пути.
Станция была открыта 15 апреля 1918 года. Через станцию проходят три пути — два локальных, и один экспресс, который сегодня не используется.